# 楊浩
楊 浩（よう こう、? - 618年10月23日）は、隋の皇族。煬帝を弑逆した宇文化及によって傀儡皇帝として建てられたが、宇文化及によって殺された。隋の文帝の三男の秦王楊俊の子。

## 生涯
開皇20年6月25日（600年8月4日）に父の秦王楊俊は没した。大業2年9月14日（606年10月20日）、隋の煬帝が即位すると、楊浩は秦王に立てられて楊俊の後を嗣いだ。
大業14年3月11日（618年4月11日）、煬帝が江都において司馬徳戡らによって殺害されると、楊浩は皇帝に立てられた。しかし実権は宇文化及が握っていた。
同年9月29日（10月23日）、宇文化及は楊浩に迫って帝位を禅譲させて許を建国した。廃帝となった楊浩は宇文化及の命によって毒殺された。